# Grande inondation de 1908 de Musi
La grande inondation de Musi en 1908 est une inondation dévastatrice survenue le 28 septembre 1908 à Hyderabad sur les rives de la rivière Musi. La ville d'Hyderabad était la capitale de l'État d'Hyderabad, dirigée par le Nizam Mir Mahbub Ali Khan.
L'inondation, connue localement sous le nom de Thughyani Sitambar, a brisé la vie des habitants d'Hyderabad, tuant 50 000 personnes. Elle a emporté trois ponts (l'Afzal, le Mussallam Jung et le Chaderghat (en)), le Puranapul devenant le seul lien entre les deux parties de la ville.

## Inondations d'Hyderabad

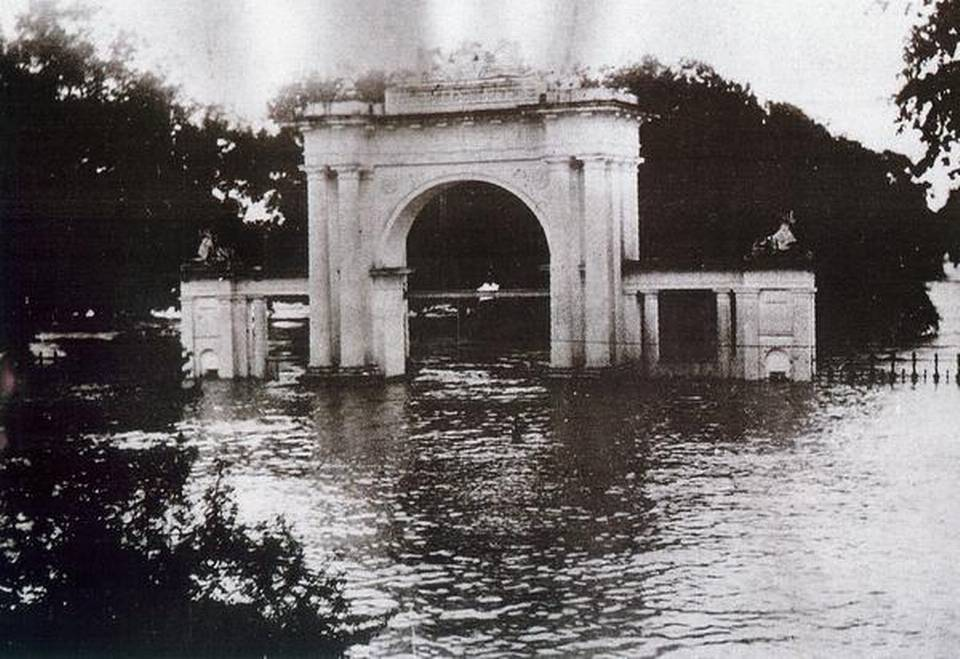
La passerelle voûtée de la résidence britannique de l'époque, partiellement dans l'eau pendant la grande inondation de Musi de 1908.

La rivière Musi a été la cause de fréquentes inondations dévastatrices dans la ville d'Hyderabad jusqu'au début du XXe siècle. Il avait commencé à gonfler dangereusement le 27 septembre. Le premier avertissement d'inondation est arrivé à 2 heures du matin lorsque l'eau a coulé sur le pont Puranapul. À 6 heures du matin, il y a eu une averse. La crue a éclaté le mardi 28 septembre 1908 : la rivière a augmenté de 18 m, traversant la ville. En 36 heures, 0.4 m de pluie ont été enregistrés et le niveau d'eau à Afzalgunj était d'environ 3,4 m de haut et à d'autres endroits encore plus haut.

## Dommage

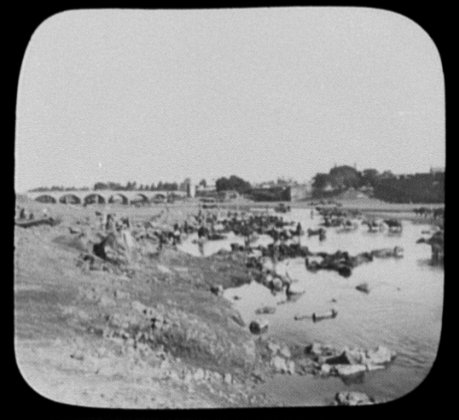
Scène de la rivière Musi en 1895.

La zone la plus touchée était Kolsawadi et Ghansi Bazar à Afzal Gunj (en). L'inondation a rasé plus de 80 000 maisons, faisant un quart de la population sans abri. Elle a complètement détruit l'hôpital Nizam, enterrant les patients. Il a emporté les ponts Afzal, Mussallam Jung et Chaderghat, tous construits dans les années 1860.
Un tamarinier de 200 ans à l'intérieur de l'hôpital d'Osmania (en) a sauvé plus de 150 personnes qui l'ont grimpé. Le poète ourdou populaire Amjad Hyderabadi (en), 22 ans, a vu toute sa famille, y compris sa mère, sa femme et sa fille emportée par le déluge; il était le seul survivant de sa famille. La plupart de ses Ruba'i, Qayamat-e-Soghra reflète sa dépression à la perte. Un couplet muse :
Itni Dar'ya May Bhi Na Duba Amjad Dub'nay Valo Ko Bus Ek Chul'lu Kafi Hai

## Effort de secours

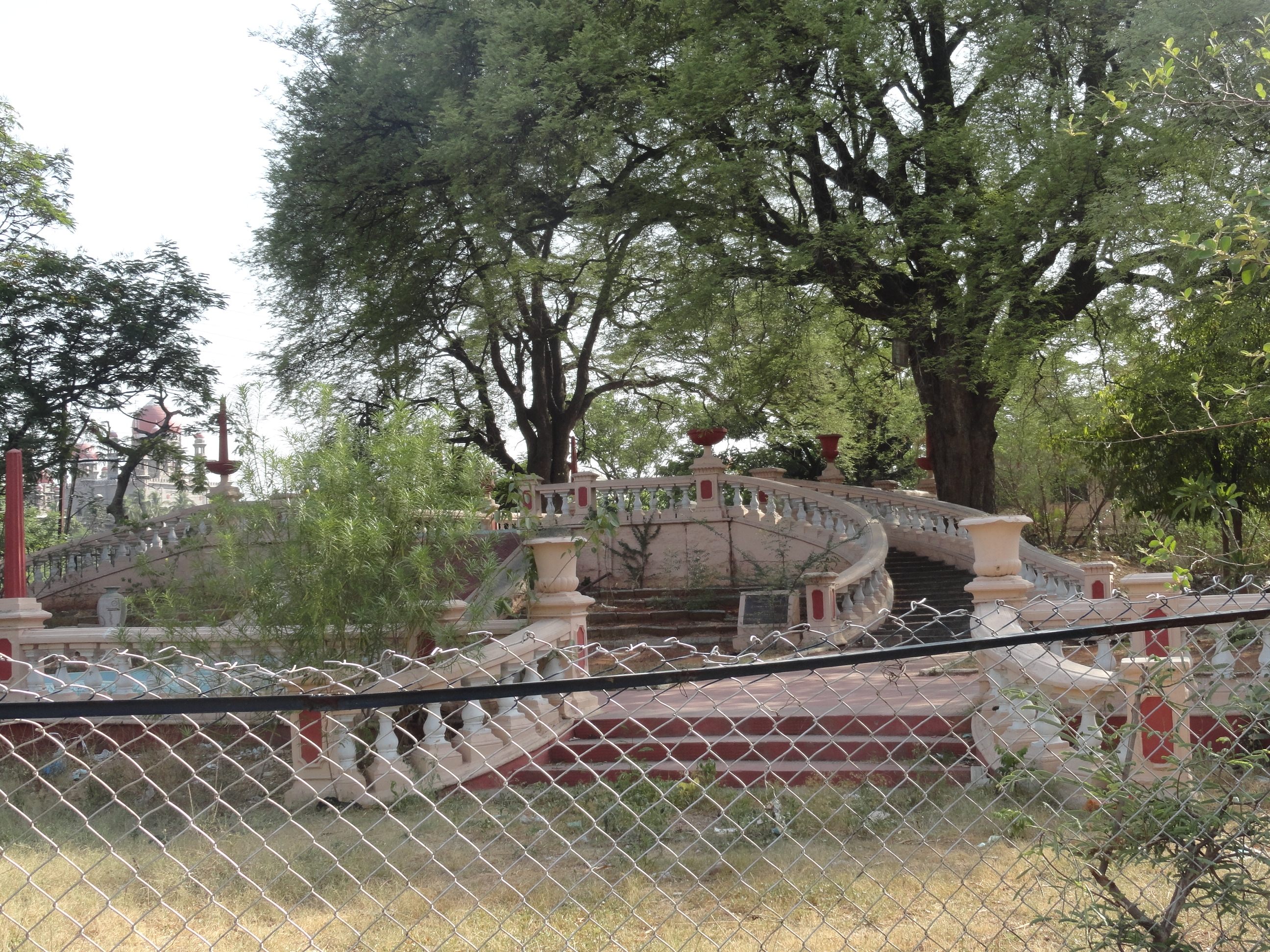
Le tamarinier.

Un fonds de secours de 500 000 roupies a été pris en charge par l'État, et 1 000 000 de plus ont été collectés par souscription publique, le Nizam et le Kishen Pershad (en) faisant les plus gros dons. Le gouvernement a déclaré un jour férié officiel de dix jours pour que les gens fassent face à leurs propres crises. Dix cuisines ont été installées dans divers quartiers de la ville, qui ont fonctionné du 29 septembre au 13 octobre.

## Conséquences
Le déluge historique a entraîné le développement des villes jumelles en 1908. Cela a nécessité un développement planifié et progressif.

### Recommandations du comité
Syed Azam Hussaini a remis son rapport le 1er octobre 1909, avec des recommandations sur la prévention d'une récurrence des inondations et l'amélioration des équipements civiques. Le septième Nizam, Mir Osman Ali Khan, a constitué un City Improve Trust en 1912. Il a construit un système de contrôle des inondations sur la rivière.

### Services de Sir Visvesvaraya
Le Nizam a invité M. Visvesvaraya à conseiller et à aider à la reconstruction de la ville et à concevoir des mesures pour empêcher la répétition d'une catastrophe aussi terrible. Il a été assisté par des ingénieurs du Département des travaux publics de l'État d'Hyderabad, et après de nombreuses enquêtes et délibérations, ils ont conclu que l'immunité de la ville d'Hyderabad contre les inondations doit provenir de la construction de bassins versants dans le bassin au-dessus de la ville. Ils ont proposé de construire ces réservoirs à quelques kilomètres au nord de la capitale.
Un barrage a été construit sous l'ingénieur réputé Nawab Ali Nawaz Jung Bahadur (en) en 1920 de l'autre côté de la rivière, à 16 km en amont de la ville, appelé Osman Sagar. En 1927, un autre réservoir a été construit sur Esi (affluent de Musi) et nommé Himayat Sagar. Ces lacs empêchent les inondations de la rivière Musi et sont des sources majeures d'eau potable pour la ville d'Hyderabad.